# Wang Shu

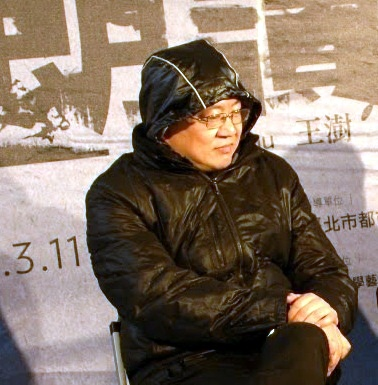
Wang Shu, Januar 2012

Wang Shu (chinesisch 王澍, Pinyin Wáng Shù, * 4. November 1963 in Ürümqi, Xinjiang, Volksrepublik China) ist ein chinesischer Architekt und Hochschullehrer an der China Academy of Art in Hangzhou. Gemeinsam mit seiner Frau Lu Wenyu (陆文宇) verbindet Wang traditionelle chinesische Bautechniken und -materialien mit der architektonischen Moderne. Wangs Architektur verwendet das lokale Baumaterial, nutzt die regionalen Handwerkskenntnisse, berücksichtigt die umgebende Landschaft „und schöpft daraus eine poetische und atmosphärische Kraft.“ 2012 wurde Wang als erster Chinese mit der angesehensten Auszeichnung in der Architektur ausgezeichnet, dem Pritzker-Preis.

## Leben
Wang Shu ist der Sohn eines Musikers und Zimmermanns, seine Mutter arbeitete als Lehrerin und Bibliothekarin. Ursprünglich wollte er Künstler oder Autor werden, doch seine Eltern legten ihm ein Studium der Natur- oder Ingenieurwissenschaften nahe. Nach einem Kompromiss durfte er Architektur studieren und tat dies am Nanjing Institute of Technology (heute: SEU South East University Nanjing), an dem er als Bachelor und danach als Master abschloss. Seine erste Anstellung erhielt er bei der Zhejiang Academy of Fine Arts, wo er hauptsächlich über Architektur recherchierte. 1990 wurde sein erstes Gebäude gebaut, ein Jugendzentrum in Haining.
Ein Jahrzehnt lang hatte er in der Zusammenarbeit mit Handwerkern in verschiedenen Architekturbüros Erfahrungen gesammelt. „Auf der Baustelle mit den Bauarbeitern zusammen zu sein – das war meine bisher glücklichste Zeit“. 1998 gründeten Wang und seine Frau Lu Wenyu ihr eigenes Architekturbüro in Hangzhou, das Amateur Architecture Studio. Erst seit 1995 ist es in der Volksrepublik China erlaubt, private Architekturbüros zu gründen. Der Amateur-Begriff nimmt einen besonderen Bezug zu den Handwerkern auf, die früher ihre Kenntnisse und Fertigkeiten nur durch mündliche und praktische Überlieferung vermittelten. Außerdem ist der Name in Absetzung zu den großen staatlichen Planungsbüros gewählt worden, den Professional Architecture Studios, „die oft über tausend Mitarbeiter beschäftigen“. Zum Namen gab das Ehepaar noch weitere Deutungen an. 
2000 wurde er an der Tongji-Universität in Shanghai in Architektur promoviert. Seit dem Jahr 2000 lehrt Wang Shu Architektur an der China Academy of Art in Hangzhou und wurde dort auch zum Dekan an der Kunstakademie. 2011 hielt er Gastvorlesungen an der Harvard University, der University of Pennsylvania und der University of Texas at Austin. Am 11. Juli 2016 hielt er mit seiner Frau die jährliche Architekturvorlesung (Annual Architecture Lecture) an der britischen Royal Academy of Arts.

### Bauwerke
Das Büro trat von Beginn an mit „spektakulären Neuinterpretationen einer traditionsbewussten Architektur“ auf. Die „Archaik ihrer Bauten“ weckt bei vielen Betrachtern Assoziationen zum reichen chinesischen Bauerbe. Zu den bisher bedeutendsten Bauwerken des Büros gehören die Bibliothek vom Wenzheng College der Universität Suzhou (1999–2000), ein großteils eingegrabener Gebäudekomplex mit der Nutzung regenerativer Energiequellen, der sich durch seine Einfügung in die Landschaft zwischen See und Bergen nach den Regeln chinesischer Gartenkunst auszeichnet. Große Anerkennung fand Wang für den Xiangshan-Campus der China Academy of Art in Hangzhou (2002–07). Für das Dach wurden mehr als zwei Millionen Ziegel aus abgerissenen Gebäuden wiederverwendet. Das Gästehaus Wa Shan der China Academy of Art (2011–2013) wurde entlang dem Ufer eines kleinen Flusses teilweise aus Stampflehm errichtet und vermittelt durch einfache Versetzungen der Wände seit- und rückwärts immer neue Raumerlebnisse.

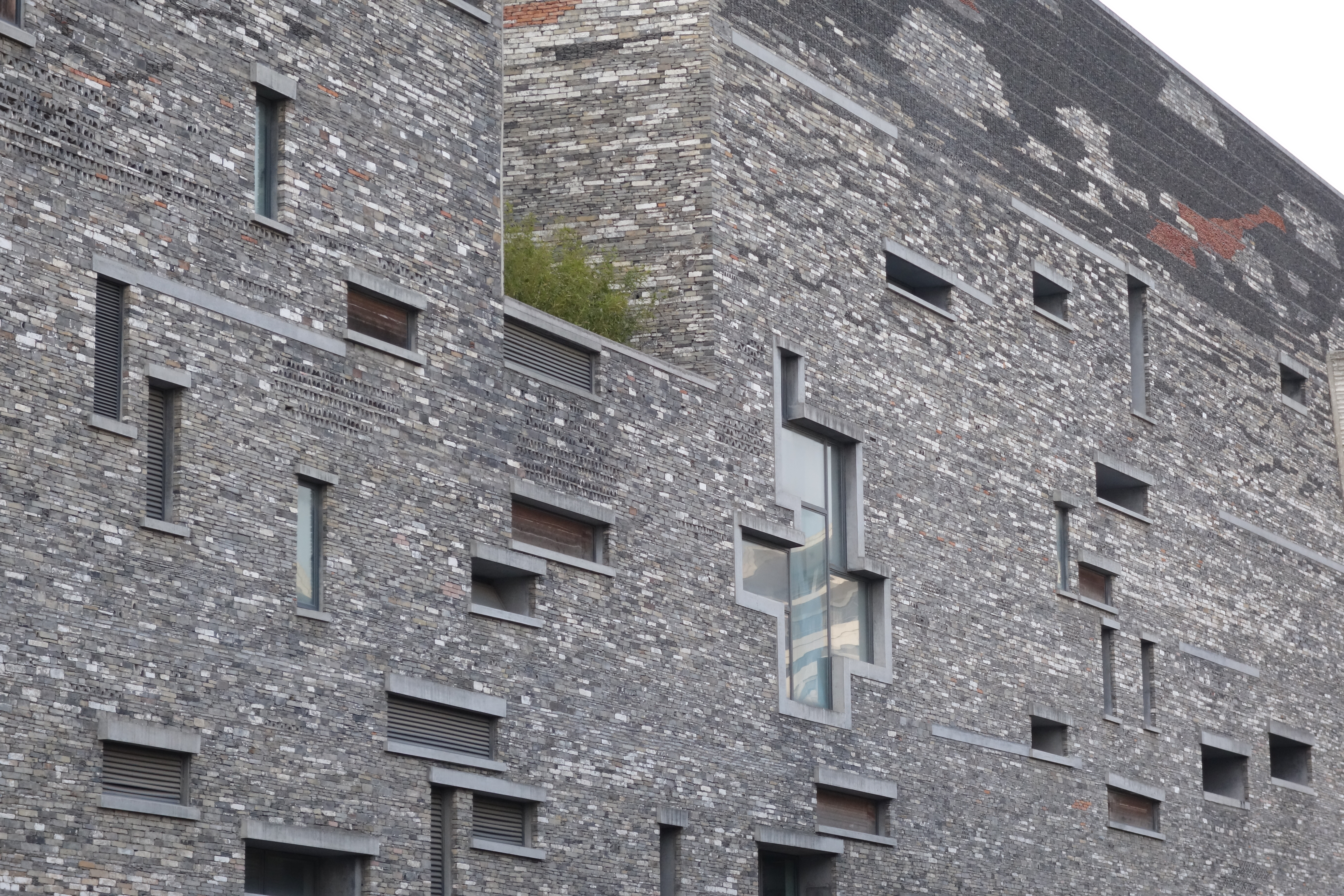
Fassade des Ningbo-Museums mit alten Ziegeln

Das vorwiegend geschichtlich orientierte Ningbo-Museum (2003–08) in der Hafenstadt Ningbo verblendete er vor allem an den Wänden mit alten, gereinigten Dach- und Wandziegeln, die teilweise Jahrhunderte alt sind. Den Entwurf für das Ningbo-Museum habe er in einer schlaflosen Nacht aus der Vision eines massiven kubischen Steinquaders entwickelt: „Er begann zu zeichnen, und wie von Geisterhand entstanden Strukturen, Plätze, Eingänge und Ausstellungsräume. Als alles fertig war, setzte er sich und trank Tee.“
Die Inspiration für die Wiederverwendung alter Ziegel kam ihm bei einer Reise in den östlichen Teil der Provinz Zhejiang in der Nähe des Meeres. Dort machen die Verwüstungen durch Taifune den Menschen das Leben schwer. „Sie haben nicht viel Zeit, um sie [die Häuser] wieder aufzubauen, also setzen sie die Steine zufällig wieder zusammen. Ich finde die sich daraus ergebende Architektur wunderschön.“
2006 wurde Wang zur Architektur-Biennale in Venedig eingeladen. Dort installierte er „Tiled Garden“ (Ziegelgarten), „ein sanft abfallendes Feld aus 66.000 Abbruch-Dachziegeln aus China, über die ein schmaler Bambussteg führte.“ Diese Installation in Venedig war sein erstes Werk außerhalb Chinas. 2010 wurde der „Decay of a Dome“ (Zerfall einer Kuppel), eine Kuppel „aus übereinander balancierenden Holzlatten an den Grenzen des Nichts“, bei der Biennale di Venezia mit einem Ehrenpreis ausgezeichnet.
2012 begann er ein Pilotprojekt zur Dorferneuerung in Wencun, einem Dorf von etwa 1.800 Einwohnern in der Provinz Zhejiang, anderthalb Autostunden von Hangzhou gelegen. Bei ersten Gesprächen mit den Einwohnern wurde zunächst der Wunsch nach Abriss und neuen, jedoch konventionellen Häusern geäußert. Wang und Lu konnten schließlich die Bewohner davon überzeugen, einen anderen Weg einzuschlagen. 30 neue Häuser mit dem früher üblichen Innenhof, davon 14 mit drei bis vier Etagen, ließ er mit traditionellem Baumaterial wie Stampflehm, behauenen Natursteinen und Bambus aufbauen. Hinzu kamen neue Brücken, eine Uferböschung mit geschichteten Natursteinen, Pavillons und eine Schule, um auch den übrigen Teil Wencuns den neu-alten Baustil näher zu bringen. Mittlerweile dient das Dorf als Vorzeige-Objekt für andere Kommunen, die ebenfalls auf der Suche nach neuen Wegen in der Dorfsanierung sind. Wang hat mit seinen Studenten vor, noch weitere Dörfer auf eine beispielgebende Weise zu erneuern.
2014 beteiligte sich Wang mit Lu Wenyu an dem Wettbewerb Bus:Stop in Krumbach (Vorarlberg), bei dem sieben internationale Architekten jeweils eine Bushaltestelle entwarfen und die Durchführung begleiteten.

### Baustil
Wangs Architektur wird durch eine „Klarheit der Formen“ und eine nur scheinbare Einfachheit der Strukturen charakterisiert. Er gilt als ein „begnadeter Szenograf“, da er stets auf einen Wechsel der Perspektiven in seinen Häusern und Gebäuden achtet. Zugleich steht sein Baustil für einen bewussten Umgang mit dem regionalen Bauerbe und eine neue wie behutsame Verwendung der Ressourcen im Material und der Landschaft. Die Verwendung von Ziegeln aus den abgerissenen Wohnvierteln stellt die Kontinuität zur Umgebung und Geschichte wieder her, die durch den großflächigen Abriss der chinesischen Städte verloren gegangen war.
Seine Entwürfe sind geprägt durch eine intensive Beschäftigung mit dem Standort des Projektes. Wang lebt für möglichst lange Zeit am Projektort und berät sich schon beim Entwurf mit den Handwerkern, die den Bau ausführen werden. In seinen Bauwerken nimmt er die örtlichen Traditionen und Materialien auf. Seine Entwürfe entstehen zunächst manuell, als Handskizzen mit dem Bleistift, in einigen Fällen spontan. Im weiteren Verlauf der Ausführung kommen dann Computer zum Einsatz.
Zu seinen Vorbildern zählt Wang die chinesischen Architekten Tong Jun und Yang Tingbao, welche die moderne Architektur mit chinesischen Formen vereinten.
Wangs grundlegendes und weitreichendes Verständnis von Architektur demonstriert etwa diese architekturhistorische Ausführung:

“In China we have a limited amount of building types we can put together to make a city. We’re in need of some alternatives, so we developed new prototypes – like the courtyard building and the water building. They are templates for modern interpretations of the pagoda, the temple and the courtyard. Many of my buildings are similar to the Chinese garden: they have many entrances, and it’s not clear where the main entrance is.”

„In China gibt es eine begrenzte Anzahl von Gebäudetypen, die wir zu einer Stadt zusammensetzen können. Wir brauchen Alternativen, also haben wir neue Prototypen entwickelt – wie das Innenhofhaus und das Wasserhaus. Sie sind Vorlagen für moderne Interpretationen der Pagode, des Tempels und des Innenhofs. Viele meiner Gebäude ähneln dem chinesischen Garten: Sie haben viele Eingänge und es ist nicht klar, wo sich der Haupteingang befindet.“

## Werkschau

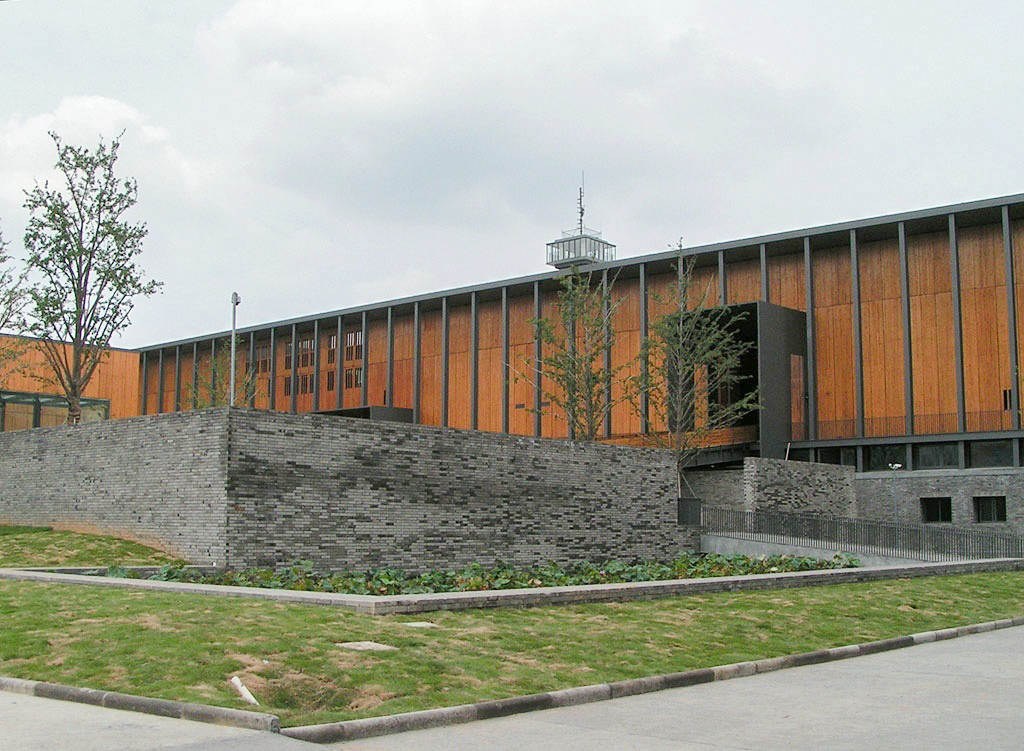
Museum für zeitgenössische Kunst in Ningbo
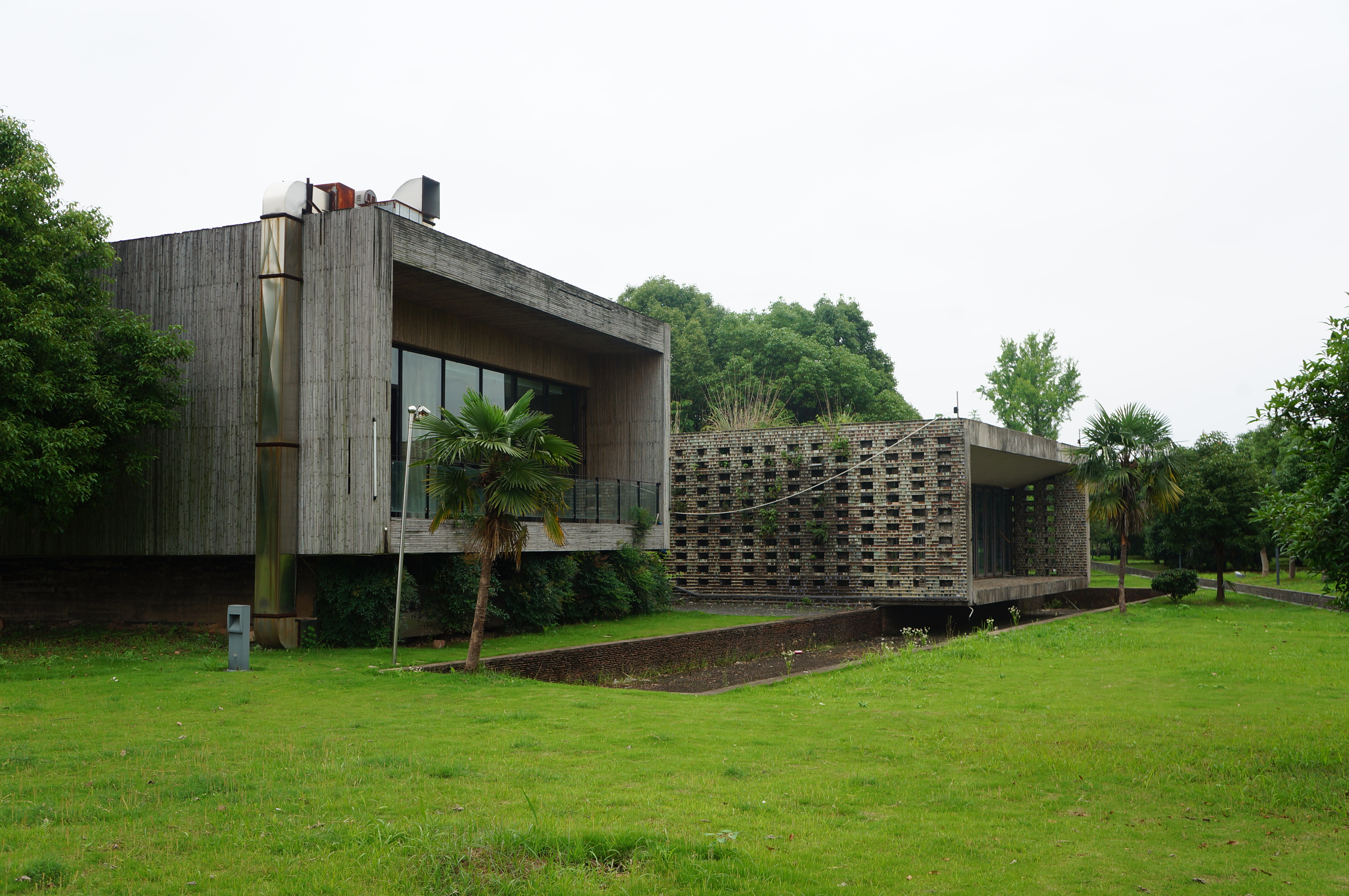
Kaffeehaus im Architekturpark von Jinhua
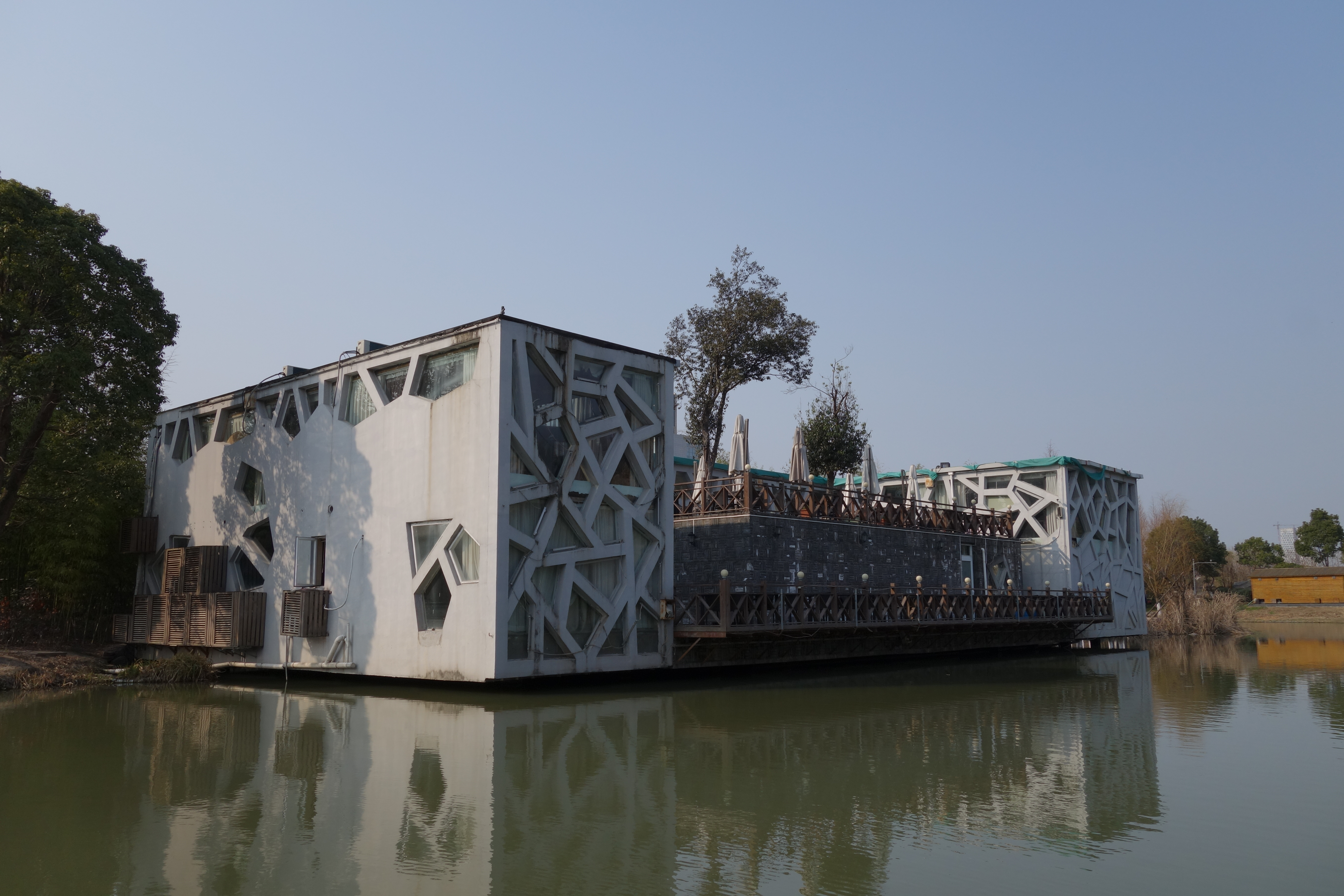
Teehaus in Ningbo
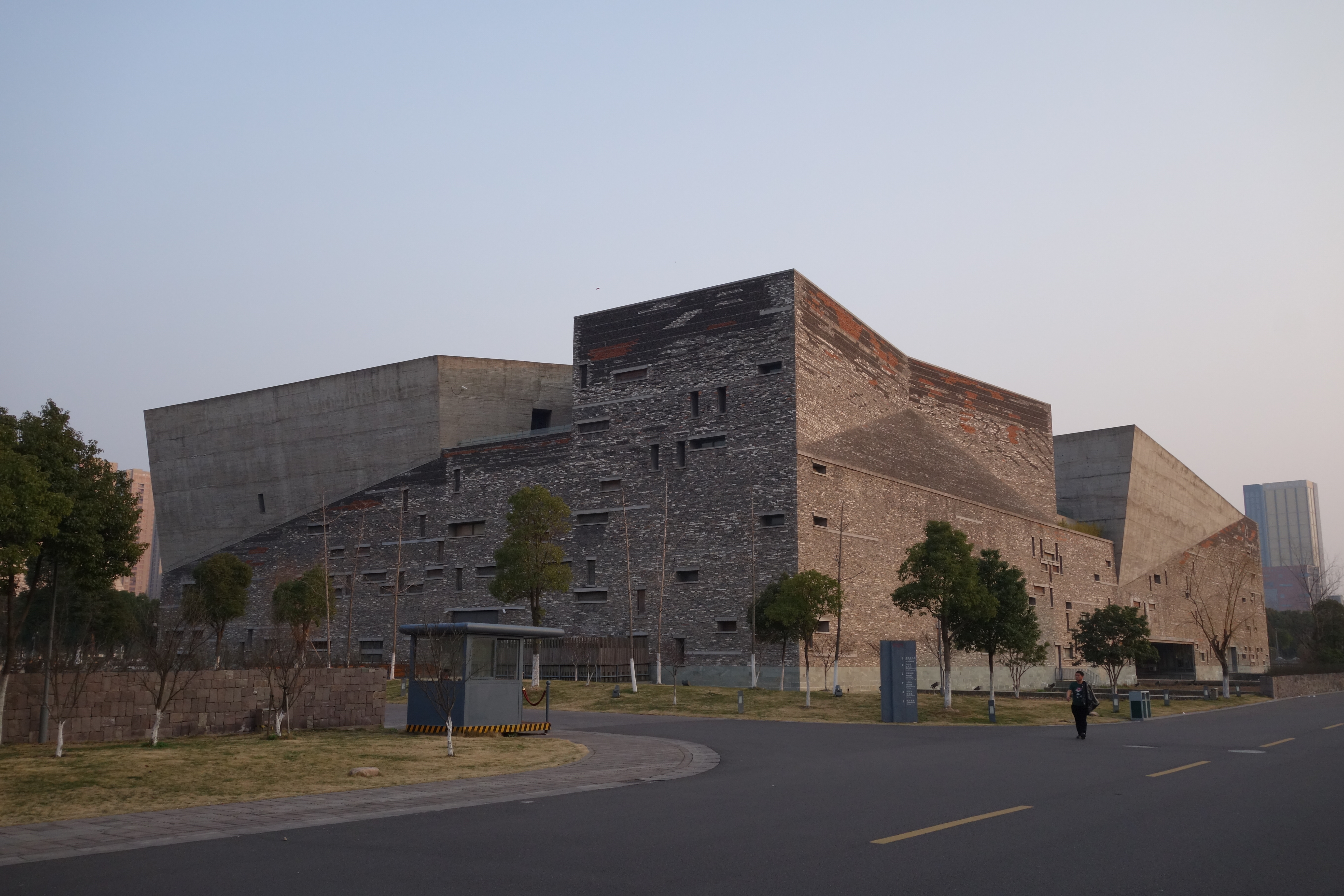
Historisches Museum in Ningbo, Nordseite
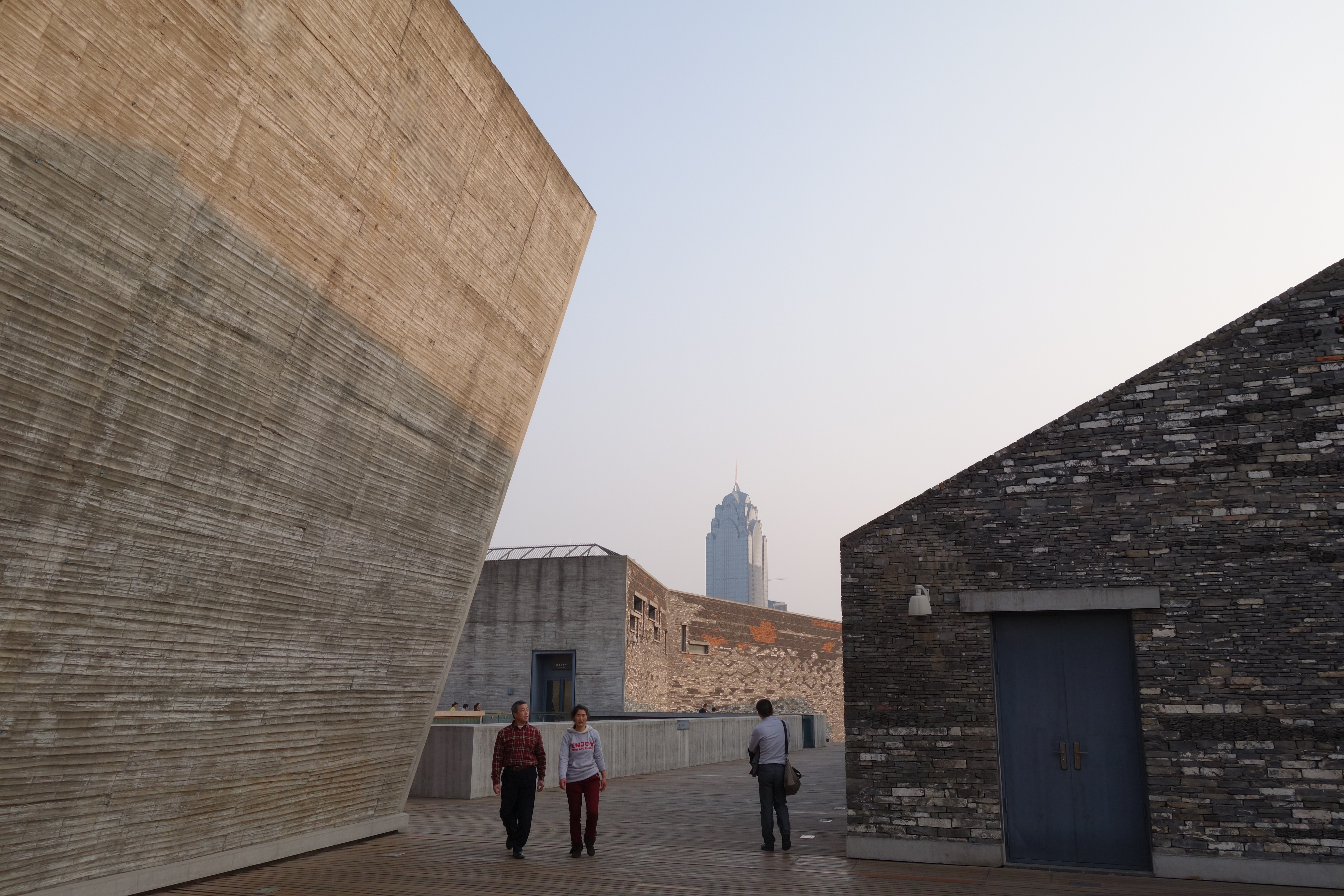
Ziegelfassaden des Ningbo-Museums, Betonwand mit Bambus-Verschalung, Dachterrasse
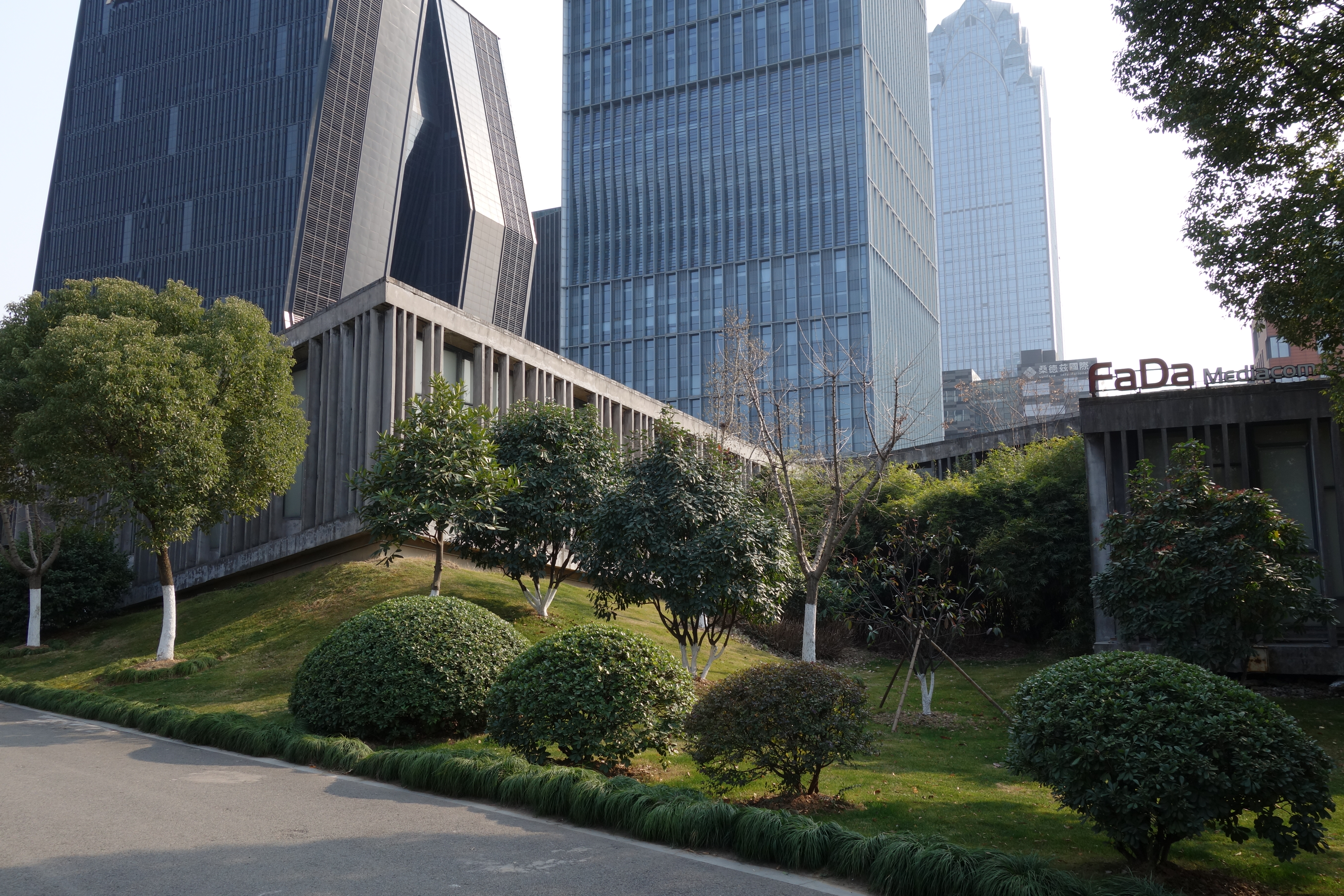
Bürogebäude (hinter der Baumbepflanzung) des FaDa Art & Design Centre in Ningbo

## Werkliste
Fertiggestellt
- Jugendzentrum (1990), Haining bei Hangzhou
- Bibliothek des Wenzheng College an der Universität Suzhou (1999–2000), Suzhou
- Kunstmuseum in Ningbo (2001–05)
- Xiangshan-Campus, China Academy of Art, Phasen I & II (2002–07), Hangzhou
- Vertikale Innenhof-Apartments (2002–07), Hangzhou
- Sanhe-Haus (2003), Nanjing
- Lehrgebäude der Musik- und Tanz-Fakultät (2003–05), Dongguan
- Keramikhaus (Café) (2003–06), Jinhua

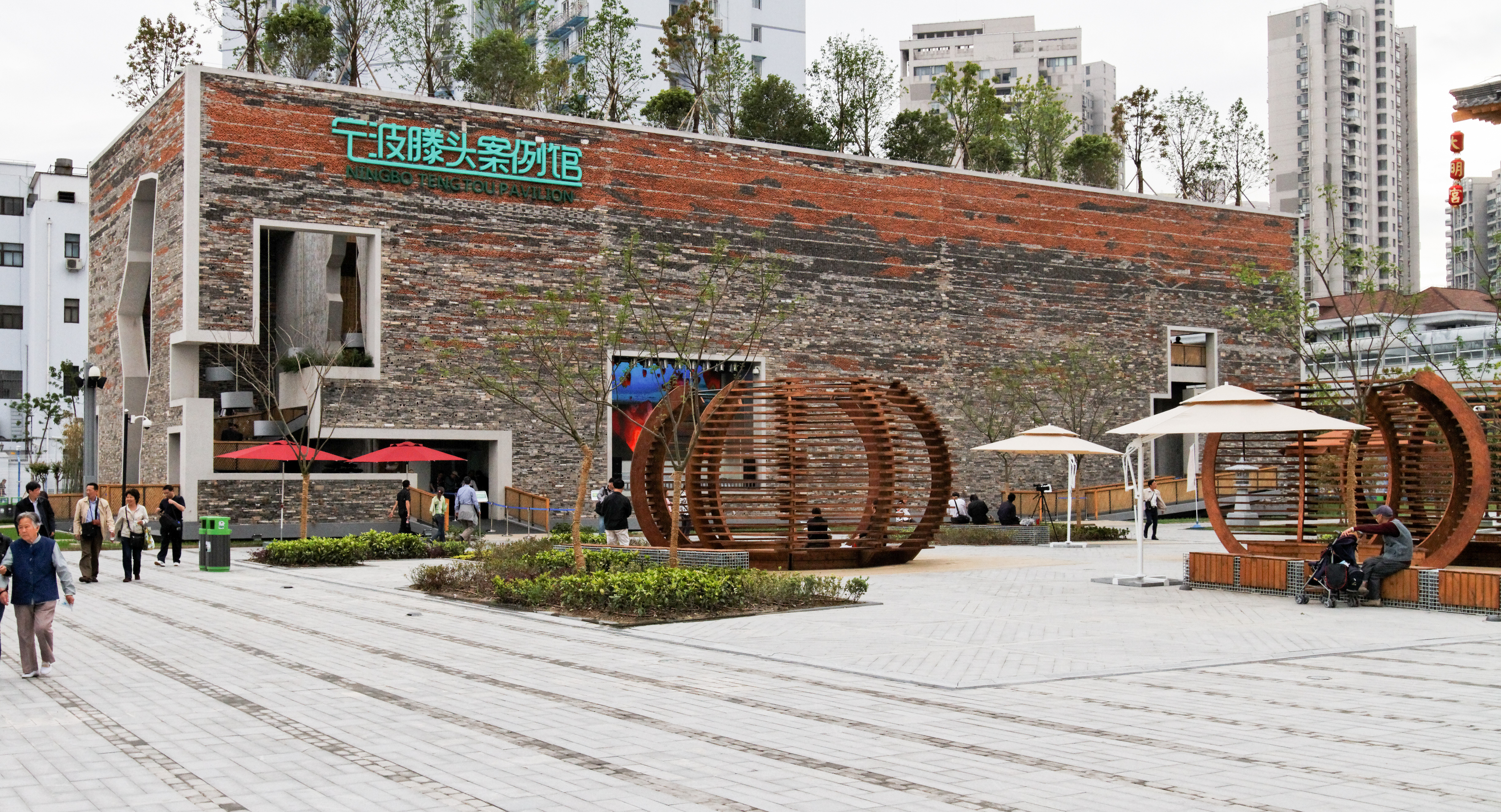
Ningbo Tengtou Pavillon, Shanghai Expo (2010)

- Fünf verstreute Häuser (2003–06), Ningbo
- Historisches Museum in Ningbo (2003–08)
- Ziegelgarten (Tiled Garden), Architektur-Biennale in Venedig (2006), Italien
- Altstadt-Erhaltung an der Zhongshan-Straße (2007–09), Hangzhou
- Ausstellungshalle der Kaiserlichen Straße der Südlichen Song-Dynastie (2009), Hangzhou
- Ningbo Tengtou Pavillon, Shanghai Expo (2010)
- Wa Shan, Gästehaus der China Academy of Art, Hangzhou (2011–2013)
- Dorferneuerung in Wencun, Provinz Zhejiang (2012–16)
- Bus:Stop in Krumbach, Österreich (2014)[24]

   Quelle: 
In Bau- oder Entwurfsphase
- Heyun Culture and Leisure Centers (2009), Kunming
- City Cultural Center (2010), Jinhua
- Shi Li Hong Zhuang Traditional Dowry Museum (2010), Ninghai
- Contemporary Art Museum on the Dock (2010), Zhoushan
- Buddhist Institute Library (2011), Hangzhou

## Auszeichnungen (Auswahl)
- 2004: Architecture Art Award of China für die Bibliothek des Wenzheng College[15] an der Suzhou-Universität, 2000 fertiggestellt.[2]
- 2007: Global Award for Sustainable Architecture (erste Ausgabe)[27]
- 2008: Nominierung zum International Highrise Award für das Vertical Courtyard Apartment in Hangzhou.[28]
- 2010: Erich-Schelling-Architekturpreis an Wang Shu & Lu Wenyu
- 2011: Médaille d’or (Goldmedaille) der Académie d'Architecture in Paris[5]
- 2012 erhielt Wang Shu als erster Chinese den Pritzker-Preis, den international angesehensten Architekturpreis. Die mit 100.000 US-Dollar dotierte Auszeichnung wurde am 25. Mai 2012 in Peking verliehen.[11] Die Jury, darunter Glenn Murcutt[29] und Zaha Hadid,[30] lobte an Wangs Baustil „die einzigartige Fähigkeit, die Vergangenheit zu evozieren, ohne direkte Anspielungen an die Geschichte zu machen“.[31] Wang ist der Ansicht, dass seine Frau ebenso den Pritzker-Preis verdient habe.[32]

## Ausstellungen (Auswahl)
- City of Expiration and Regeneration. Shenzhen & Hong Kong Bi-City Biennale of Urbanism/Architecture (UABB), 8. Dezember 2007 – 9. März 2008, (Beteiligung).[26]
- Gärten der Genüsse, Gärten des fantastischen Wahnsinns. (OT: Jardins des délices, jardins des délires.) Frankreich, Schloss Chaumont, Internationales Gartenfestival (OT: Festival international des jardins – Domaine de Chaumont-sur-Loire), 25. April 2012 – 21. Oktober 2012, (Beteiligung).[9]
- Wang Shu • Amateur Architecture Studio. Dänemark, Louisiana Museum of Modern Art, 9. Februar 2017 – 30. April 2017.[33]
- Wang Shu, Lu Wenyu. Amateur Architecture Studio. Frankreich, Bordeaux, Arc en rêve centre d'architecture, 31. Mai – 28. Oktober 2018.[34]

## Filme
- Nachhaltige Architektur. Wang Shu – Tradition und Zukunft. Dokumentarfilm, Deutschland, 2018, 26:11 Min., Buch und Regie: Ralf Breier und Claudia Kuhland, Produktion: DreamTeam Medienproduktion, arte, WDR, Reihe: Nachhaltige Architektur, Erstsendung: 18. November 2018 bei arte, Inhaltsangabe von ARD, Filmbilder, online-Video aufrufbar bis zum 24. Dezember 2018.

- The possibility of co-existence of the urban and rural areas. Vorlesung mit Diaschau, Großbritannien, 2016, 59:16 Min., Vortrag: Wang Shu, Produktion: Royal Academy, Reihe: Annual Architecture Lecture, Internetpublikation: 11. Juli 2016, online-Video von RA.

- Baukunst. Das Gästehaus von Wa Shan. (OT: Wa Shan. La maison d'hôtes.) Dokumentarfilm, Frankreich, 2015, 26:15 Min., Buch und Regie: Juliette Garcias, Produktion: Les Films d'ici, arte France, Cité de l’architecture et du patrimoine, Reihe: Baukunst (OT: Architectures), Erstsendung: 18. Oktober 2015 bei arte, Inhaltsangabe von ARD, online-Video. Wa Shan heißt „Berg aus Ziegeln“ und meint die Ziegel, die von den abgerissenen traditionellen Häusern in der Provinz gesammelt und für das Gästehaus der Universität China Academy of Art in Hangzhou wiederverwendet wurden.